# 马来西亚标准时间
馬來西亞標準時間（英語：Malaysian Standard Time）是馬來西亞所採用的標準時間，比世界標準時間快8個小時，也即是與位於UTC+8時區的國家及地區一致。
馬來亞半島在1880年最初採用的地方时间是+6:46:48 GMT，在1933年，馬來亞半島調整時間為+7:20 GMT，之後則是與新加坡相同的+6:55:24 GMT。在第二次世界大战期間因日本佔領而採用與日本相同的+9:00 GMT；二战结束至1981年12月31日之間，馬來亞半島採用的時間是UTC+7:30，被稱之為英屬馬來亞標準時間。

## 馬來亞半島時間
| 採用時期                       | 與格林尼治平時差 | 名稱                            |
| ------------------------------ | ---------------- | ------------------------------- |
| 1901年1月1日 - 1905年5月31日   | +6:46:48         | 英屬馬來亞平均時間              |
| 1905年6月1日 - 1932年12月31日  | +6:55:24         | 新加坡平均時間                  |
| 1933年1月1日 - 1941年8月31日   | +7:20:00         | 英屬馬來亞平均時間/日光節約時間 |
| 1941年9月1日 - 1942年2月15日   | +7:30:00         | 英屬馬來亞平均時間/日光節約時間 |
| 1942年2月16日 - 1945年9月12日  | +9:00:00         | 東京標準時間                    |
| 1945年9月13日 - 1957年8月31日  | +7:30:00         | 英屬馬來亞標準時間/日光節約時間 |
| 1957年8月31日 - 1981年12月31日 | +7:30:00         | 馬來半島標準時間/日光節約時間   |
| 1982年1月1日 - 現在            | +8:00:00         | 馬來西亞標準時間                |

## 砂拉越和北婆羅洲沙巴時間
北婆羅洲和砂拉越最初採用的平均時間是+7:21:20 GMT，直到1926年更改為+7:30 GMT 。在1933年砂拉越王國和北婆羅洲則調整為+8:00 GMT，並在9月14日和12月14日之間實施20分鐘的夏令時間。在日據時代的砂拉越和北婆羅洲沙巴則采用+9:00 GMT的東京標準時間，直到1945年日本戰敗後才更改回+8:00 GMT，但已放棄實施夏令時間。
| 採用時期                       | 與格林尼治平時差 | 名稱                        |
| ------------------------------ | ---------------- | --------------------------- |
| 直到1926年3月                  | +7:21:20         | 古晉平均時間                |
| 1926年 - 1933年                | +7:30:00         | 婆羅洲平均時間              |
| 1933年 - 1942年                | +8:00:00         | 婆羅洲平均時間/日光節約時間 |
| 1942年 - 1945年9月12日         | +9:00:00         | 日本標準時間                |
| 1945年9月13日 - 1981年12月31日 | +8:00:00         | 婆羅洲平均時間              |
| 1982年1月1日 - 現在            | +8:00:00         | 馬來西亞標準時間            |

## 现况
在1981年12月31日23時30分，时任马来西亚首相宣布把馬來亞半島時間調快30分鐘使之與東馬時間相同，新加坡政府也隨之更改，一直沿用至今。该次更改是通过制定和推行《1981年马来西亚标准时间法》。需要注意当前的法案仍旧以格林尼治平時差（GMT）为标准，而不是目前国际使用的协调世界时（UTC）。
现今马来西亚时区是由马来西亚投资、贸易及工业部旗下的国家计量研究院（英語：National Metrology Institute of Malaysia, NMIM）和国家测量委员会（英語：National Measurement Council）共同管辖，制定为 UTC +08:00。该机构使用5个原子鐘以保证计量的时间误差不超过规范的0.9秒以内。

## 外部連結
- 马来西亚标准时间官网 （页面存档备份，存于）
- 馬來西亞時間 （页面存档备份，存于）